# 洛普什尼亞
49°22′50″N 24°46′22″E / 49.38056°N 24.77278°E

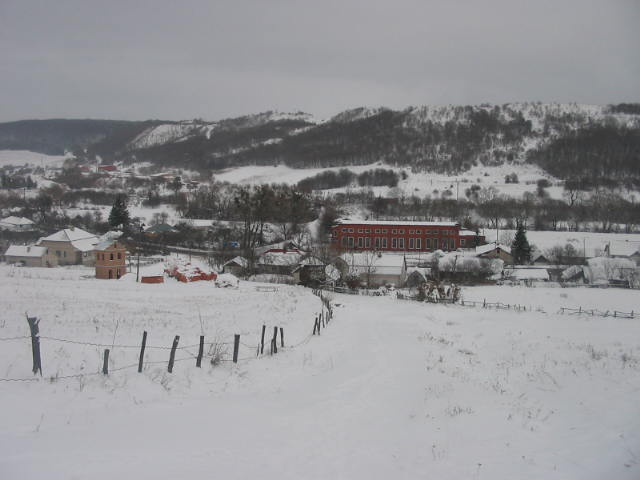

洛普什尼亞（烏克蘭語：Лопушня），是烏克蘭西部的村莊，隸屬伊萬諾-弗蘭科夫斯克州的伊萬諾-弗蘭科夫斯克區。該村面積2.24平方公里，2001年人口282，人口密度每平方公里126人。